# エビグモ属
エビグモ属（エビグモぞく、学名: Philodromus Walckenaer, 1826）はエビグモ科の属の1つ。扁平なクモでカニグモ類に似るが前の足と後の足で長さに差がない。

## 特徴
体長は多くが5 - 10 mm程度のクモで、扁平な体格をしている。眼は8個、歩脚の末端に2爪があり、糸疣に篩板はない。歩脚は大まかには横行性、つまり4対の歩脚全部の先端がやや前を向く。この科のものは全体に腹背に扁平な体格であるが、本属はその中でも扁平な傾向が強い。8眼の内後列4眼は後曲、つまり中眼より側眼が後ろにあり、中眼間は中眼と側眼の間より広い、つまり側眼側に寄った位置にある。背甲は幅が広く、胸板はハート型で幅広くなっている。体色は白、黄褐色、灰色、黒褐色など。腹部はメスでは洋なし型で後端がやや尖っており、雄ではより幅が狭くなっている。歩脚はどれもほぼ同じ長さではあるが、第2脚が最も長い。勁節の下面に数対の刺があり、歩脚の末端には末端毛束と歩脚毛束がある。

## 習性など
いわゆる徘徊性のクモで、網を張らず、決まった巣も作らず、草木などの上で待ち伏せをして獲物を捕らえる。ただし動作そのものは素早い。

## 分類・類似群など
本属が含まれるエビグモ科 Philodromidaeには世界に29属500種があり、その種の約半分が本属のものである。そのうち日本に産するのは本属以外には以下の2属である。
Thanatus ヤドカリグモ属
腹部は楕円形で心臓斑が明瞭、後眼列はほぼ等距離に並ぶ。
Tibellus シャコグモ属
腹部は細長く、背甲から腹部にかけて正中線上に縦斑がある。
日本ではむしろ本属はカニグモ科のものと見間違うことが多いかもしれない。本属のものとの違いはカニグモ科のものでは前2対の歩脚が後ろ2対に比べてはっきり長いこと、また眼の配置、特にカニグモ類では側眼が眼丘と呼ばれる盛り上がりの上にある点などではっきり区別できる。

### 下位分類
世界で約250種が知られる大きい群である。日本からは以下の11種が知られる。日本本土ではもっとも普通に見られるのはアサヒエビグモで、市街地の公園などでも見ることが出来る。それ以上はエビグモ科の属種の一覧の項を参照されたい。
- Philoderomus エビグモ属
  - P. aureolus コガネエビグモ
  - P. auricomus キンイロエビグモ
  - P. cespitum シロエビグモ
  - P. emarginatus キエビグモ
  - P. lanchowensis ハモンエビグモ
  - P. margaritatus ブチエビグモ
  - P. nigrostratipes フシグロエビグモ
  - P. obsoleti コエビグモ
  - P. rufus キタエビグモ
  - P. spinitarsis キハダエビグモ
  - P. subaureolus アサヒエビグモ

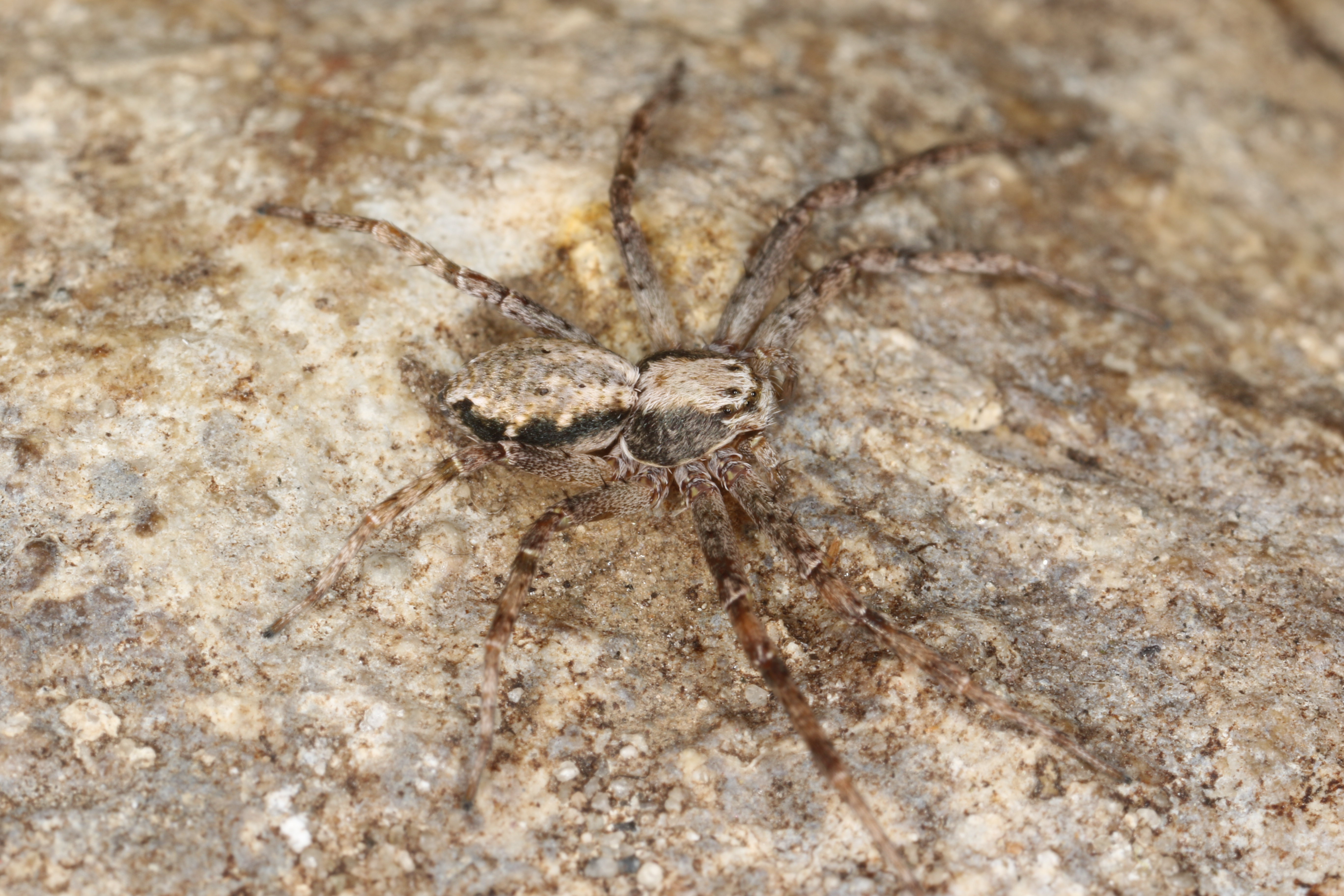
コガネエビグモ
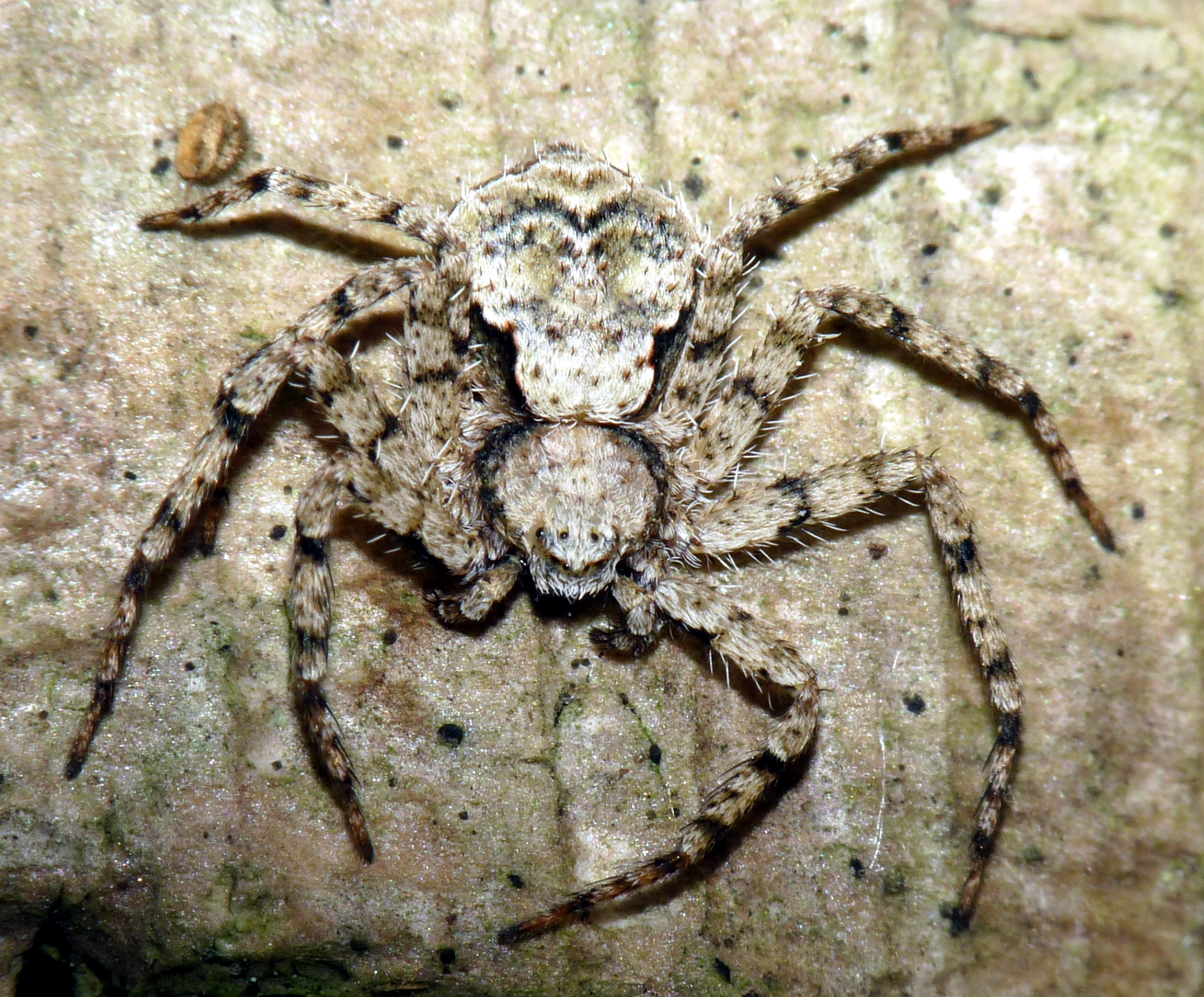
ブチエビグモ
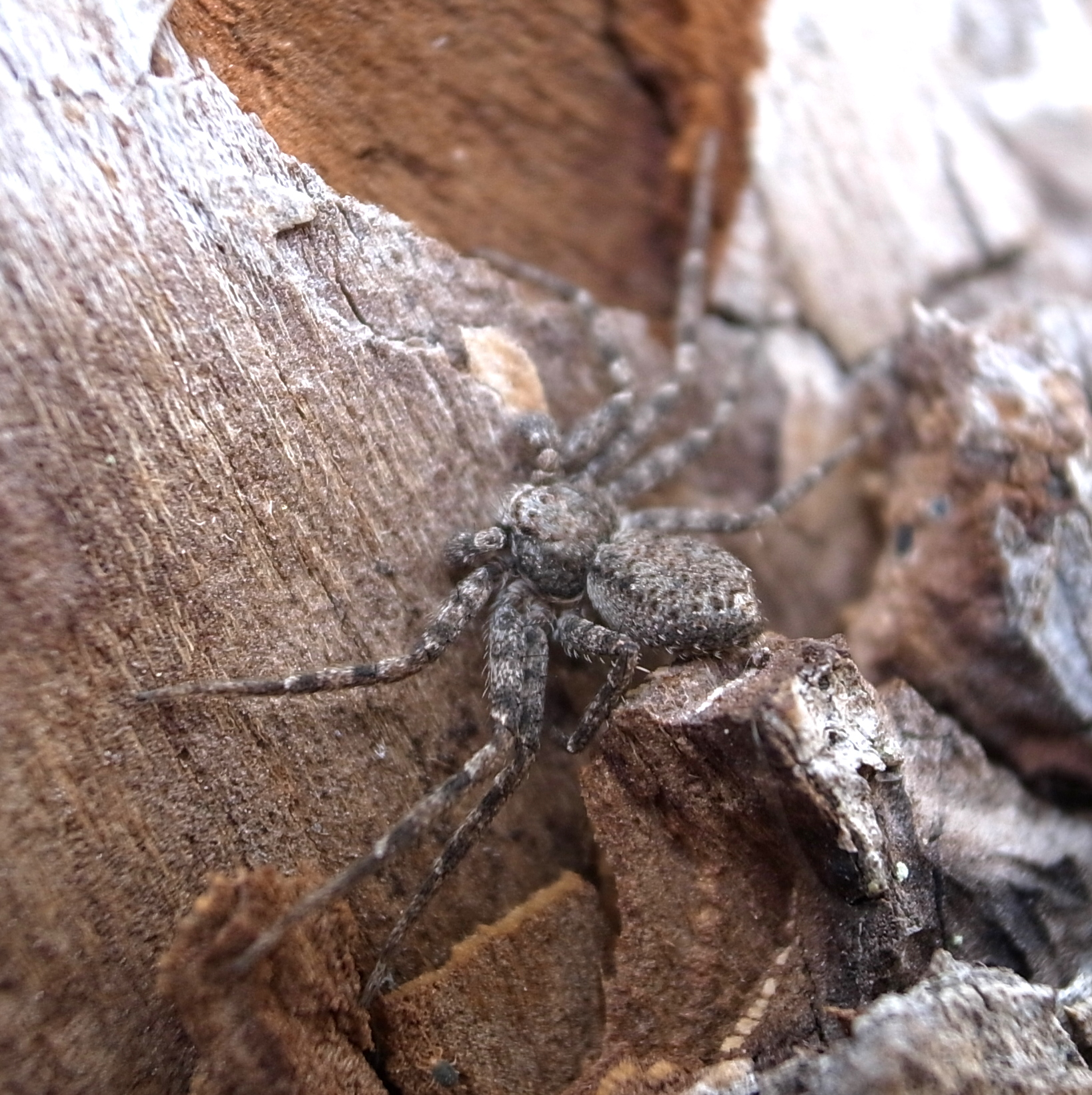
キハダエビグモ